# Jacob Timpano
Jacob Timpano (ur. 3 stycznia 1986 w Wollongong) – australijski piłkarz, grający na pozycji środkowego obrońcy.
Jako junior grał w klubach Fernhill, Illawarra i Wollongong Wolves. W 2002 roku ukończył New South Wales Institute of Sport. W Wollongong Wolves rozpoczął swoją „dorosłą” karierę. W 2005 roku przeszedł do Sydney FC. Reprezentant młodzieżowej reprezentacji Australii do lat 17, później odpowiednio do lat 20 i 23.